# Der blaue Helm
Der blaue Helm ist ein DDR-Kinderfilm aus dem Jahre 1979. Die Regie führte Ursula Schmenger. Der Film entstand nach einer Vorlage des gleichnamigen Romans von Günter Görlich aus dem Jahre 1976.

## Handlung
Der neunjährige Mirco Schneider ist begeistert von dem blauen Helm, den der Brunnenbauer Charlie täglich bei der Arbeit trägt. In einem unbeobachteten Moment stiehlt Mirco kurzerhand den Helm. Doch schon bald plagt Mirco sein schlechtes Gewissen und er macht sich auf die Suche nach Charlie und seinen Kollegen, die alle mittlerweile auf einer anderen Baustelle tätig sind. Auf der Suche nach Charlie erlebt Mirco dann noch so manches Abenteuer.

## Hintergrund
Der Film wurde im Frühjahr/Sommer 1979 gedreht. Seine Erstausstrahlung erlebte der Film am 25. Dezember 1979 im 1. Programm des DDR-Fernsehens. Er wurde danach im Fernsehen noch mehrfach wiederholt, zuletzt im Jahr 2006 im Mitteldeutschen Rundfunk.